# Beka, Hrpelje-Kozina
Beka este o localitate din comuna Hrpelje - Kozina, Slovenia, cu o populație de 13 locuitori.